# ليف دوسن
ليف دوسن (بالإنجليزية: Liv Dawson)‏ هي مغنية مؤلفة بريطانية، ولدت في 1999 في شبرتون ‏ في المملكة المتحدة.

## وصلات خارجية
- الموقع الرسمي
- ليف دوسن على موقع ميوزك برينز (الإنجليزية)
- ليف دوسن على موقع أول ميوزيك (الإنجليزية)
- ليف دوسن على موقع ديسكوغز (الإنجليزية)